# شاكو

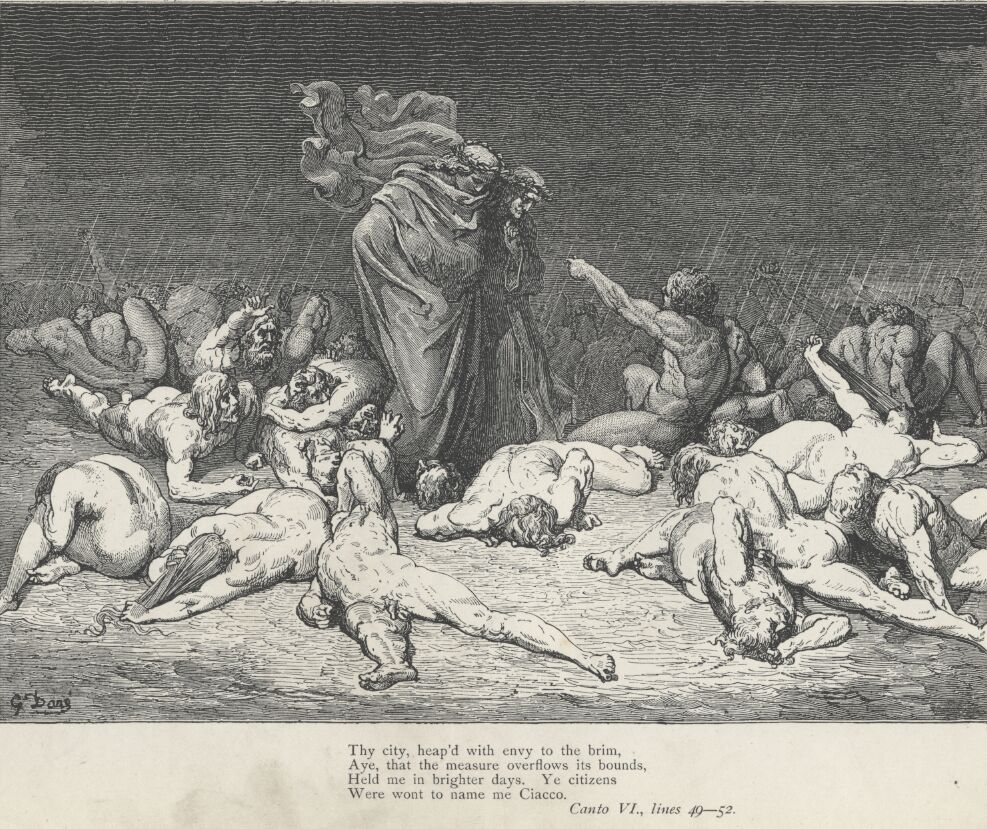

شاكو هو أحد الشخصيات في الكوميديا الألهية التي كتبها دانتي اليجيري التي لم تكن محددة بشكل جيد من قبل المؤرخين. هذه هي الطريقة (باللغة الايطالية) التي يقدم بها نفسه لدانتي عندما يكون في الجحيم: «أيها المواطنون ادعوني شاكو؛ عن الخطأ المدمر في الحلق، كما ترى، أنا ضعيف في المطر»، «لم يكن أيها المواطنون يتصلون بي شاكو؛ عن الخطيئة الخبيثة من الشراهة، أنا، كما ترى، أشعر بالضيق بسبب هذا المطر». (الجحيم، السادس، 52-54)
بهذه الطريقة تتيح لنا تقديم نفسه، لتفسير هذا بطرق مختلفة، لكن واحد من أقدم المعلقين في الكوميديا يقترح طبيعة مهيأة لهذا الاسم: "يقال أن شاكو اسم شخص كريه، وبالتالي تم مناداته بهذه الطريقة بسبب الشراهة."جيوفاني بوكاتشيو يجعل من قصة شاكو الثامنة في اليوم التاسع من ديكاميرون، يصفه بأنه "الزميل الأكثر شره الذي عاش على الإطلاق." ومع ذلك، فان الإشارة إلى اسم شاكو، غامضة إلى حد ما: يشار اليه باسم الرجل الذي دعا الجميع شاكو." من الصعب القول إذا كان بوكاتشيو لديه مصادر لكتابته بصرف النظر عن دانتي، لانه لم يتم العثور على هذا الاسم في الادب قبل دانتي. وفقا لفيتوريو سيرمونتي، الباحث المكرس لدراسة الكوميديا، فان الفرضية القائلة أن هذا شاكو هو الشاعر شاكو الأنغيلي (بالايطالية) ليس صحيحا.